# Issa Bah
Issa Bah (Guinea, 5 de julio de 2002) es un futbolista luxemburgués que juega como delantero en el F. K. Radnički 1923 de la Superliga de Serbia.

## Trayectoria
Comenzó su carrera profesional en el club luxemburgués FC RM Hamm Benfica en 2018, antes de pasar al FC Progrès Niederkorn en 2019. Se incorporó al Venezia F. C. en calidad de cedido para la Serie A 2021-2022, firmando el 31 de agosto de 2021, día en que finalizaba el plazo de fichajes. Debutó con el Venezia en una derrota por 3-1 en la Serie A ante el Atalanta B. C. el 23 de abril de 2022, entrando como suplente en el minuto 81. Se convirtió en el primer jugador luxemburgués de la Serie A.

## Selección nacional
Nacido en Guinea, se trasladó a Luxemburgo a los 15 años. Debutó con la Luxemburgo sub-16 en un amistoso contra la Bélgica sub-16 el 9 de noviembre de 2017, marcando un doblete en la victoria.

## Estadísticas

### Clubes
Actualizado al último partido disputado el 23 de abril de 2022.
| Club                             | Div.          | Temporada     | Liga  | Liga  | Copas nacionales | Copas nacionales | Copas internacionales | Copas internacionales | Total | Total |
| Club                             | Div.          | Temporada     | Part. | Goles | Part.            | Goles            | Part.                 | Goles                 | Part. | Goles |
| -------------------------------- | ------------- | ------------- | ----- | ----- | ---------------- | ---------------- | --------------------- | --------------------- | ----- | ----- |
| FC RM Hamm Benfica Luxemburgo    | 1.ª           | 2018-19       | 10    | 1     | 0                | 0                | —                     | —                     | 10    | 1     |
| FC RM Hamm Benfica Luxemburgo    | Total club    | Total club    | 10    | 1     | 0                | 0                | 0                     | 0                     | 10    | 1     |
| FC Progrès Niedercorn Luxemburgo | 1.ª           | 2019-20       | 1     | 0     | 0                | 0                | 4                     | 1                     | 5     | 1     |
| FC Progrès Niedercorn Luxemburgo | 1.ª           | 2020-21       | 22    | 5     | 0                | 0                | —                     | —                     | 22    | 5     |
| FC Progrès Niedercorn Luxemburgo | 1.ª           | 2021-22       | 3     | 0     | 0                | 0                | —                     | —                     | 3     | 0     |
| FC Progrès Niedercorn Luxemburgo | Total club    | Total club    | 26    | 5     | 0                | 0                | 4                     | 1                     | 30    | 6     |
| Venezia F. C. · Italia           | 1.ª           | 2021-22       | 1     | 0     | 0                | 0                | —                     | —                     | 1     | 0     |
| Venezia F. C. · Italia           | Total club    | Total club    | 1     | 0     | 0                | 0                | 0                     | 0                     | 1     | 0     |
| Total carrera                    | Total carrera | Total carrera | 37    | 6     | 0                | 0                | 4                     | 1                     | 41    | 7     |